# Kinga Rajda
Kinga Rajda, född 22 december 2000 i Szczyrk, är en polsk backhoppare. Hon gjorde debut i världscupen 4 december 2015 och hennes bästa resultat i världscupen kom 2 februari 2020 via en sjätteplats i Oberstdorf.
I oktober 2019 vann hon guld i de polska nationella mästerskapen.

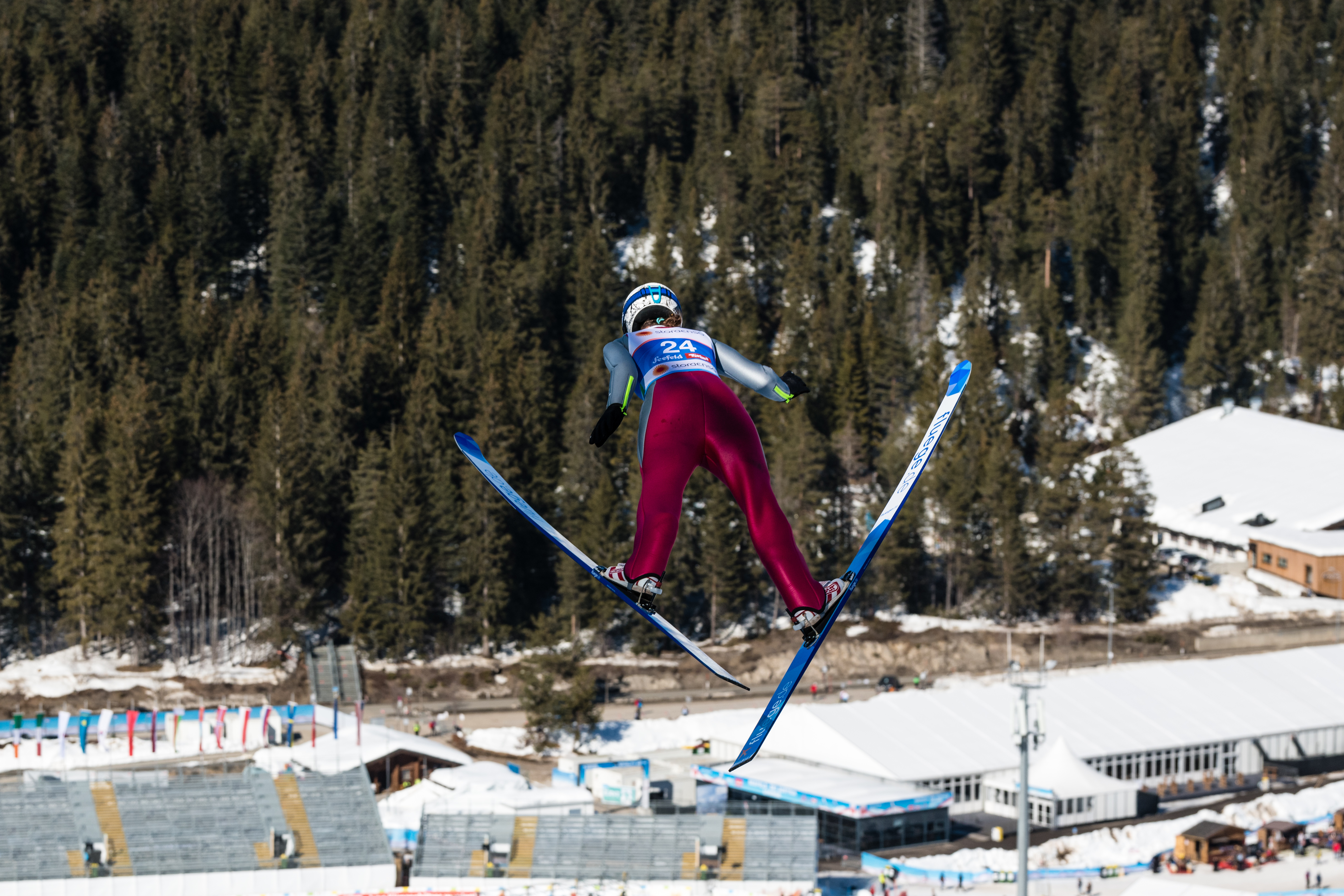